# Podarcis siculus coeruleus
La lucertola azzurra (Podarcis siculus coeruleus (Eimer, 1872)) è una sottospecie della lucertola campestre endemica dei Faraglioni di Capri.

## Descrizione
Questa popolazione, dalla particolare colorazione azzurra della gola, del ventre, dei fianchi, del sottocoda e dalla pigmentazione nerastra del dorso, ha una corporatura elegante, capo ben distinto, lingua piatta bifida e protrattile, occhi muniti di palpebre mobili con pupille rotonde.

## Distribuzione e habitat

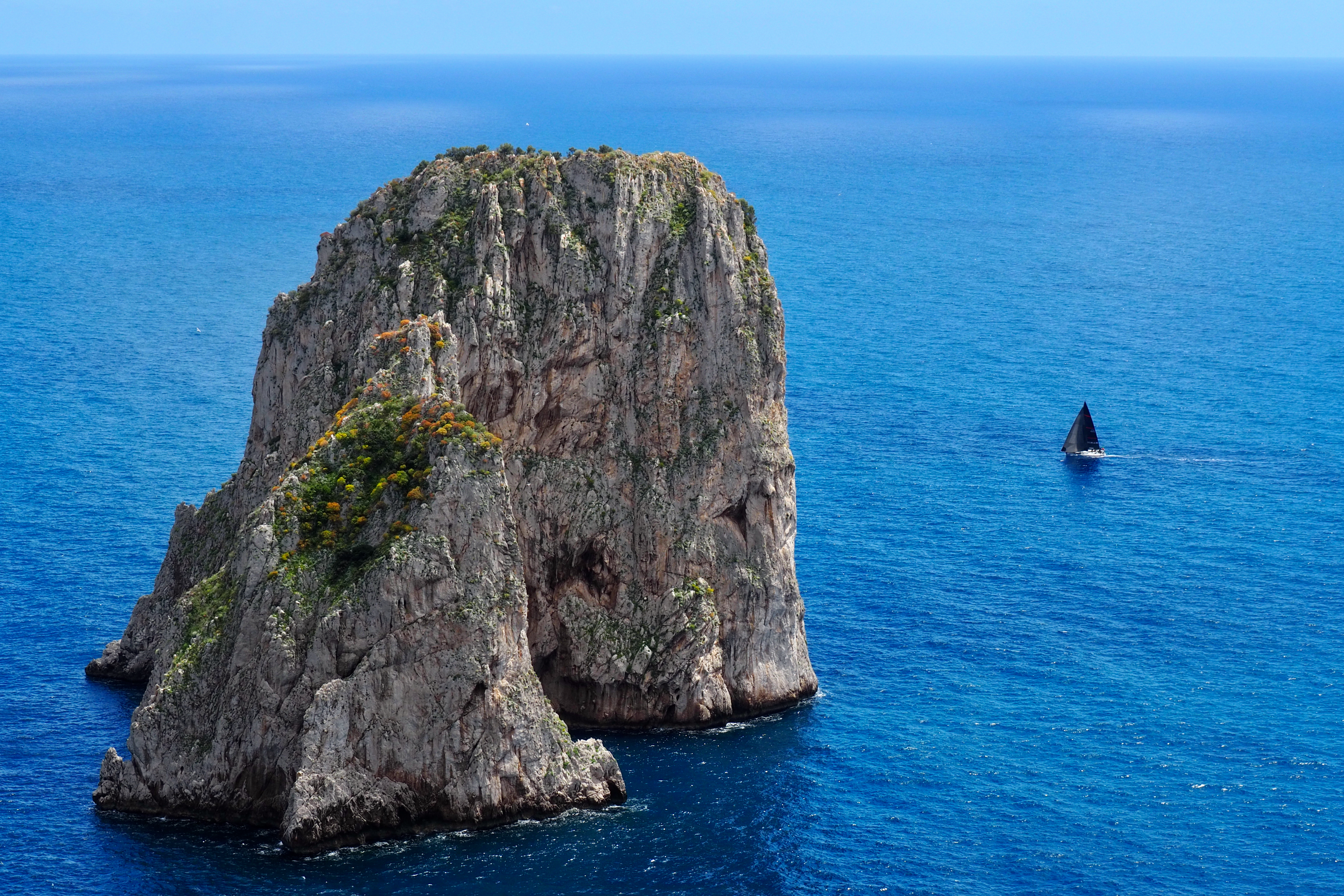
Faraglione di Fuori e Faraglione di Mezzo.

Questa sottospecie è endemica dei Faraglioni di Capri, e precisamente del Faraglione di Fuori e del Faraglione di Mezzo.

## Biologia
Di indole vivace, i maschi adulti sono animali territoriali ed in modo particolare durante il periodo della fregola sono soliti azzuffarsi, anche se generalmente questi combattimenti sono ritualizzati; l'alimentazione è essenzialmente insettivora.

Il melanismo, il fenomeno che consiste nell‘inscurimento del dorso e delle parti ventrali, facilita la termoregolazione, infatti i rettili sono definiti animali a sangue freddo o meglio pecilotermi ectotermi e di conseguenza sono operosi solo quando le condizioni termiche ambientali sono tali che il corpo raggiunga una temperatura adeguata allo svolgimento delle funzioni vitali.
Secondo alcuni naturalisti i colori tendenti allo scuro del sottoventre assorbirebbero meglio il calore, permettendo a Podarcis siculus coeruleus di cominciare a cacciare prima delle lucertole dalla tipica colorazione più chiara, favorendo, in questo modo, anche le funzioni riproduttive.

## Tassonomia
Uno dei primi a descrivere questa entità fu il medico naturalista Ignazio Cerio Jr, che rese nota la scoperta nel 1870.
Ma sul finire del XIX secolo la scoperta di questa nuova “specie” scatenò un'accesa disputa tra Bedriaga ed Eimer, due zoologi europei; la causa fu il diritto di precedenza sulla scoperta.
In ogni caso, il primo che pubblicò la descrizione della lucertola azzurra fu nel 1872 l'erpetologo tedesco Theodor Eimer (1843–1898).
In realtà, gli studi tassonomici hanno dimostrato che la popolazione di lucertola azzurra presente sui Faraglioni non costituisce una nuova specie ma una delle tante sottospecie di lucertola campestre. La differenziazione genetica lucertola azzurra dalla sottospecie P. siculus siculus vivente sull'isola e sulla terraferma si è sviluppata negli ultimi 4000 anni circa, secondo studi sul genoma mitocondriale degli animali.